# Rita Rohlfing
Rita Rohlfing (* 1964 in Bad Oeynhausen) ist eine deutsche Malerin, Fotografin, Bildhauerin und Installationskünstlerin.

## Leben
Rita Rohlfing studierte von 1985 bis 1991 an der Hochschule für Bildende Künste Braunschweig. 1992 wurde sie von Bernd Minnich und Roland Dörfler zur Meisterschülerin ernannt. Ebenfalls 1992 erhielt sie das „Dragoco-Stipendium für junge Künstler“ im Rudolf-Jahns-Haus Holzminden und wurde mit einer Ausstellung ihrer dort entstandenen Tafelbilder geehrt. 1994 erhielt sie ein DAAD-Stipendium für die USA und studierte an der School of Visual Arts in New York City. 2002 war sie Stipendiatin der Stiftung Künstlerdorf Schöppingen und 2004 wurde sie als Nachwuchsstipendiatin von der Kunststiftung NRW gefördert. Rita Rohlfing ist Mitglied im Deutschen Künstlerbund und im Westdeutschen Künstlerbund. Sie lebt und arbeitet in Köln.
Rita Rohlfing ist Preisträgerin des Leo-Breuer-Förderpreises 2018. Der Preis wurde in diesem Jahr zum zehnten Mal verliehen.

## Künstlerisches Werk
Rita Rohlfings Kunstwerke sind im Grenzbereich zwischen Skulptur und Malerei angesiedelt. Neben Tafelbildern erstellt sie objektartige Wand- und Bodenelemente und konzipiert räumliche Installationen: „Wenn auch ihre Arbeiten mit ihrem vitalen Interesse an Farbe und Farbwirkung eine starke Verankerung im Bereich der Farbmalerei besitzen, so präsentieren sie sich mit ihrer Betonung von Material und Raumwirkung doch immer auch als dreidimensionale Objekte und besitzen als solche einen skulpturalen Bezug; im Großformat weiten sie sich sogar zu veritablen Rauminstallationen.“

### Tafelbilder
Rohlfings Tafelbilder sind meist sehr groß, unregelmäßig geformt und monochrom bemalt in leuchtenden Rottönen, die intensiv in den umgebenden Raum abstrahlen. Die Shaped canvas hängen zwar wie Bilder an der Wand, erzeugen aber durch ihre Form den Eindruck der Dreidimensionalität. Deutlich wird dies an ihrem Werk R.o.T. Steht man direkt vor dem Werk, erscheint es wie ein übliches rechteckiges Wandbild. Bewegt sich der Betrachter jedoch und verändert seinen Standpunkt, so erkennt er, dass die Leinwand oben dicker ist als unten und der Charakter des Rechtecks wird fraglich. Es wirkt, als wölbe sich die Bildfläche nach vorne in den Raum hinein. Rohlfings Tafelbilder sind also weder reines Wandbild noch reine Skulptur, sondern sie sind Ausdruck der gattungsübergreifenden Arbeitsweise der Künstlerin.

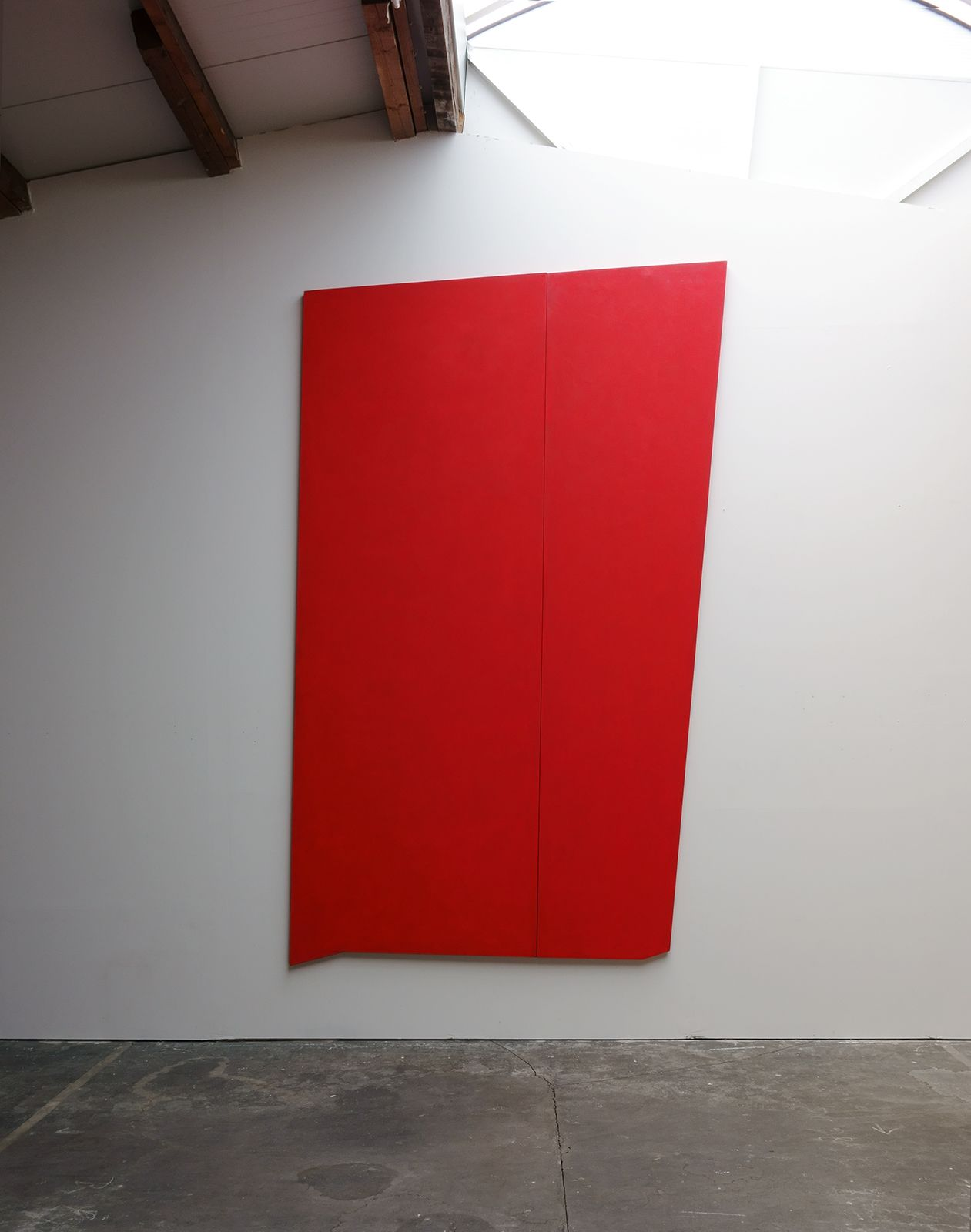
Tafelbild R.o.T., 1992 Acryl und Öl auf Leinwand 360 × 222 cm
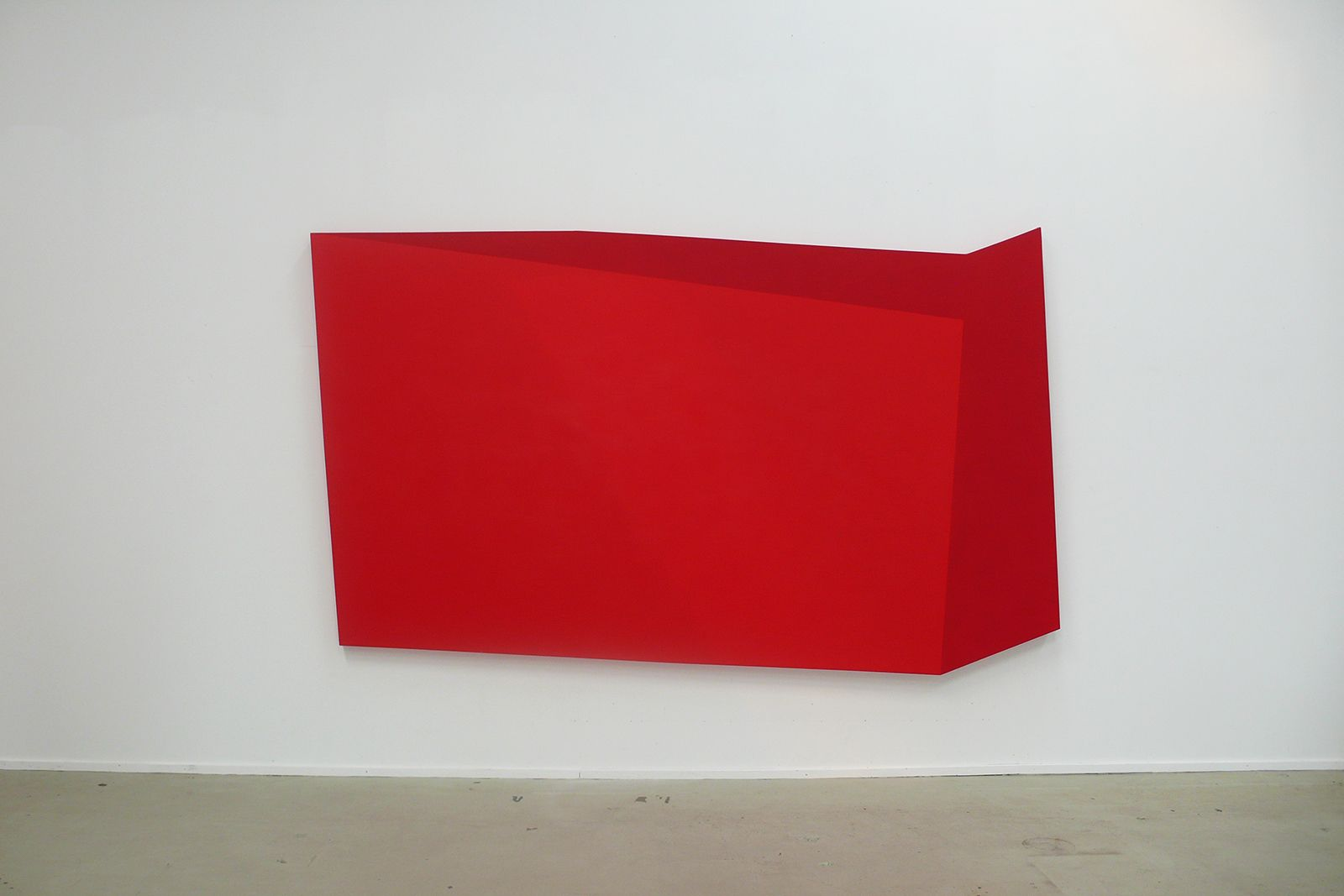
Tafelbild R.o.T., 1998 Acryl und Öl auf Leinwand 200 × 338 cm
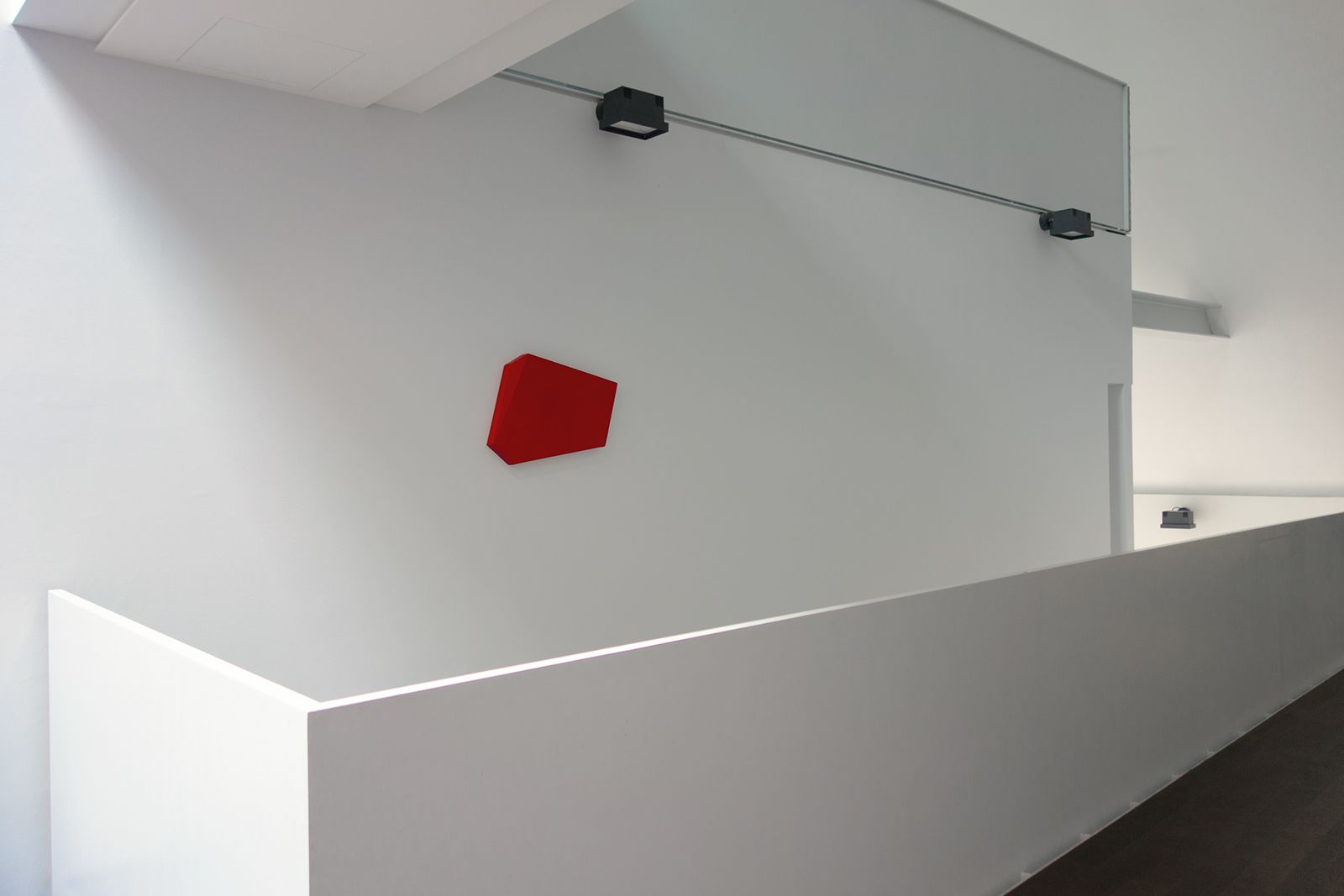
Tafelbild R.o.T., 2001 Acryl und Öl auf Leinwand 50 × 70 cm

### Raum-Installationen
Rita Rohlfing vereint in ihren Rauminstallationen Elemente des Minimalismus, der monochromen Malerei sowie der Farbfeldmalerei. Häufig kombiniert sie verschiedene Elemente wie Tafelbilder, Fotografien und räumliche Installationen zu einem Gesamtkunstwerk.  Die Verwendung von Farbe bei ihren Objekten ist ein integraler Bestandteil ihrer Inszenierungen, zumeist geht es dabei um verschiedene Abstufungen von Rottönen, die intensiv in den umgebenden Raum wirken. Bei ihren einzelnen Objekten sind die farbigen Elemente häufig unter mattierten Acrylglasscheiben verborgen. Sie bekommen so eine diffuse Tönung und wirken „nebelig“. Der Betrachter kann nicht erkennen, durch welche Elemente die Farbwirkung zustande kommt.
Rita Rohlfing gestaltet mit ihren Installationen vorhandene Räume so um, dass eine Art „zweiter Raum“ entsteht, der den vorhandenen Raum überlagert, ein „virtueller Raum“ sozusagen. Betrachtet man die Namen ihrer Ausstellungen/Installationen wie Drahtseilakt, Scheinbar, Transparenzen und Ambivalenz, so sind damit bereits viele Teilbereiche, die Rohlfing faszinieren, beschrieben. Immer geht es darum, dass nichts sicher ist oder unumstößlich feststeht. Räume verändern sich beim Durchschreiten, je nach Standpunkt sieht der Betrachter andere Teile der Installation und wird im Begehen des Raums selbst zu einem Teil der Installation. Sie wirkt auf sein ganzes Körper-Leib-Seele-Sein ein. Menschen verorten sich in einem räumlichen Gebilde unter anderem durch die Winkel, die ihnen angeben, wo die Wände sind, welche Begrenzungen der Raum hat etc. Rita Rohlhfing nutzt dieses Grundwissen dazu, ihre räumlichen Installationen gezielt durch Einsatz spitzer wie auch stumpfer Winkel so zu gestalten, dass der Betrachter Irritationen erlebt, Perspektiven verschoben sind und die Räume größer, höher, enger erscheinen oder sogar ganz zum Verschwinden gebracht werden. Die Rauminstallationen von Rita Rohlfing entwickelten sich von raumbezogenen Installationen über Installationen, die nicht nur den gesamten Raum bestimmen, sondern auch seine Architektur für einen begrenzten Zeitraum verändern, bis hin zu Präsentationen, die ein komplettes Museum mit all seinen Möglichkeiten nutzen: „Räume sind für Rita Rohlfing nicht mehr nur Spiegelfläche und virtuelle Erweiterungen ihrer Arbeiten, die Besetzung des Realraums verbunden mit der Erzeugung von Farbräumen ist Teil ihres künstlerischen Konzeptes geworden.“

#### „Lufttöne“ (1999)
Rohlfings Arbeit im Kunstmuseum Mülheim an der Ruhr umfasste den gesamten 16 Meter tiefen und 12 Meter breiten Raum. Sobald der Besucher den Raum betrat, sah er vor sich einen Meter über dem Boden schwebend fünf drei Meter lange mattierte Acrylglasscheiben hängen, die undurchsichtig wirkten. Im Abstand von drei Metern folgte eine weitere Reihe von Acrylglasscheiben, die ebenfalls von der Decke abgehängt waren, im gleichen Abstand wie bei der ersten Reihe. Beim Begehen des Raumes ergaben sich, je nach Betrachterstandpunkt, Durchblicke auf diese zweite Reihe. Weitere drei Meter entfernt war wieder eine Reihe von Aluminiumpaneelen, welche von der Decke abgehängt waren und in verschiedenen „Rotzuständen“ monochrom bemalt waren. Reines Zinnoberrot, Orange und Rosatöne strahlten in den umgebenden Raum ab: „Die bemalten Aluminiumplatten scheinen im Raum zu schweben und werden durch die Spiegelung in den Plexiglasscheiben zu diffusen Lichttönen ‚verschwommen‘. Es entwickelt sich eine Gesamtskulptur, durch die der Betrachter sich bewegt und die sich im Abschreiten der unterschiedlichen Raumwerte immer wieder neu konstituiert und im Raum gleichsam die Farbe Rot wie einen roten Nebel, wie einen Schleier, eben wie einen Luftton erfahrbar macht.“ Durch den Filter der undurchsichtigen, milchig wirkenden Glasscheiben wird die Farbe aufgefächert zu einer Art Raumfarbe, sie verliert ihre materielle Qualität und wird zu einem – sehr passend benannte die Künstlerin die Installation mit diesem Titel – Luftton, der im gesamten Raum die Schwingungsintensität erhöht.

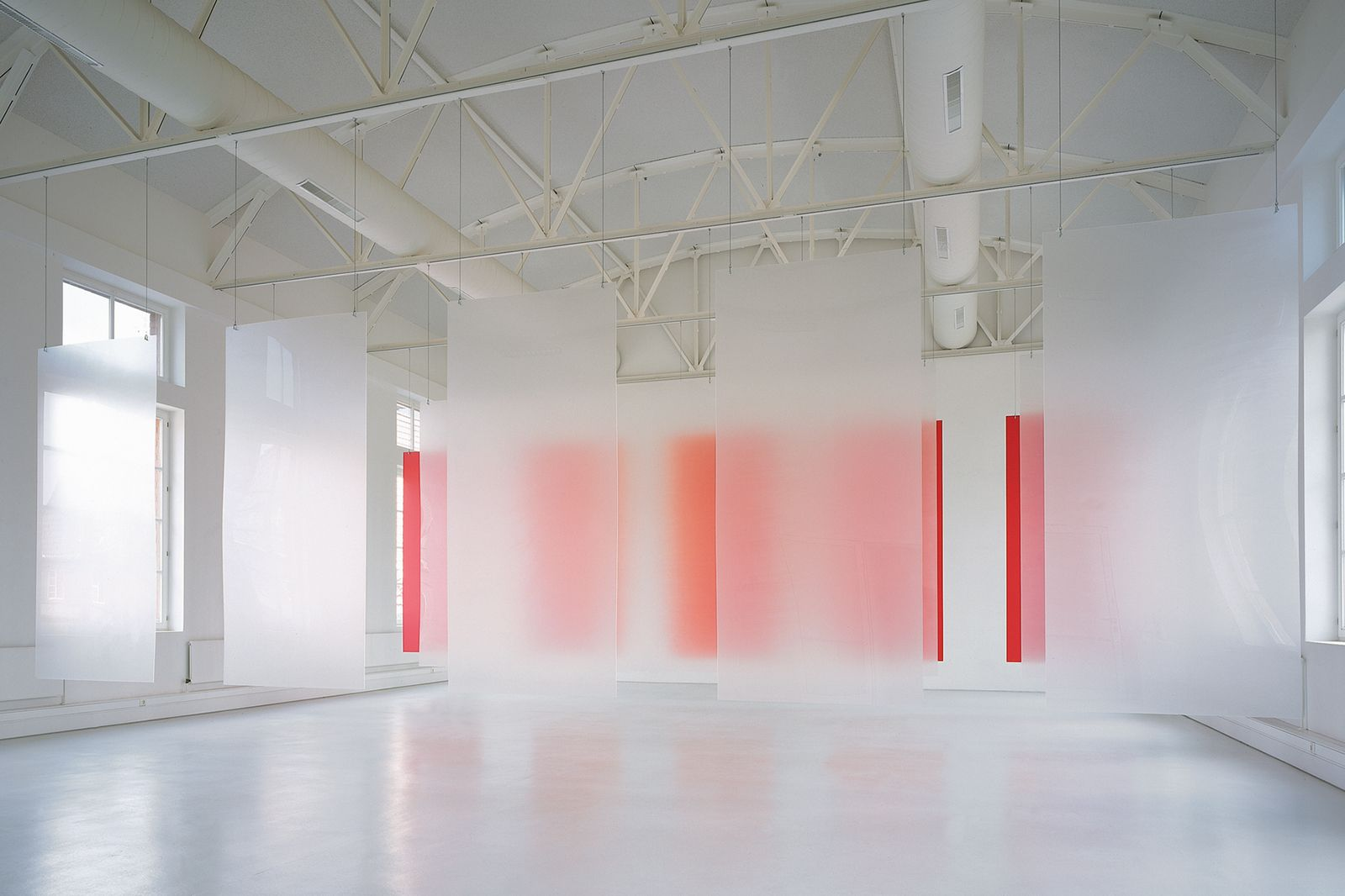
Rauminstallation Lufttöne, 1999, Kunstmuseum in der Alten Post Mülheim an der Ruhr Acrylglas, Aluminium, Lackfarbe, Stahlseil, 550 × 1450 × 1140 cm
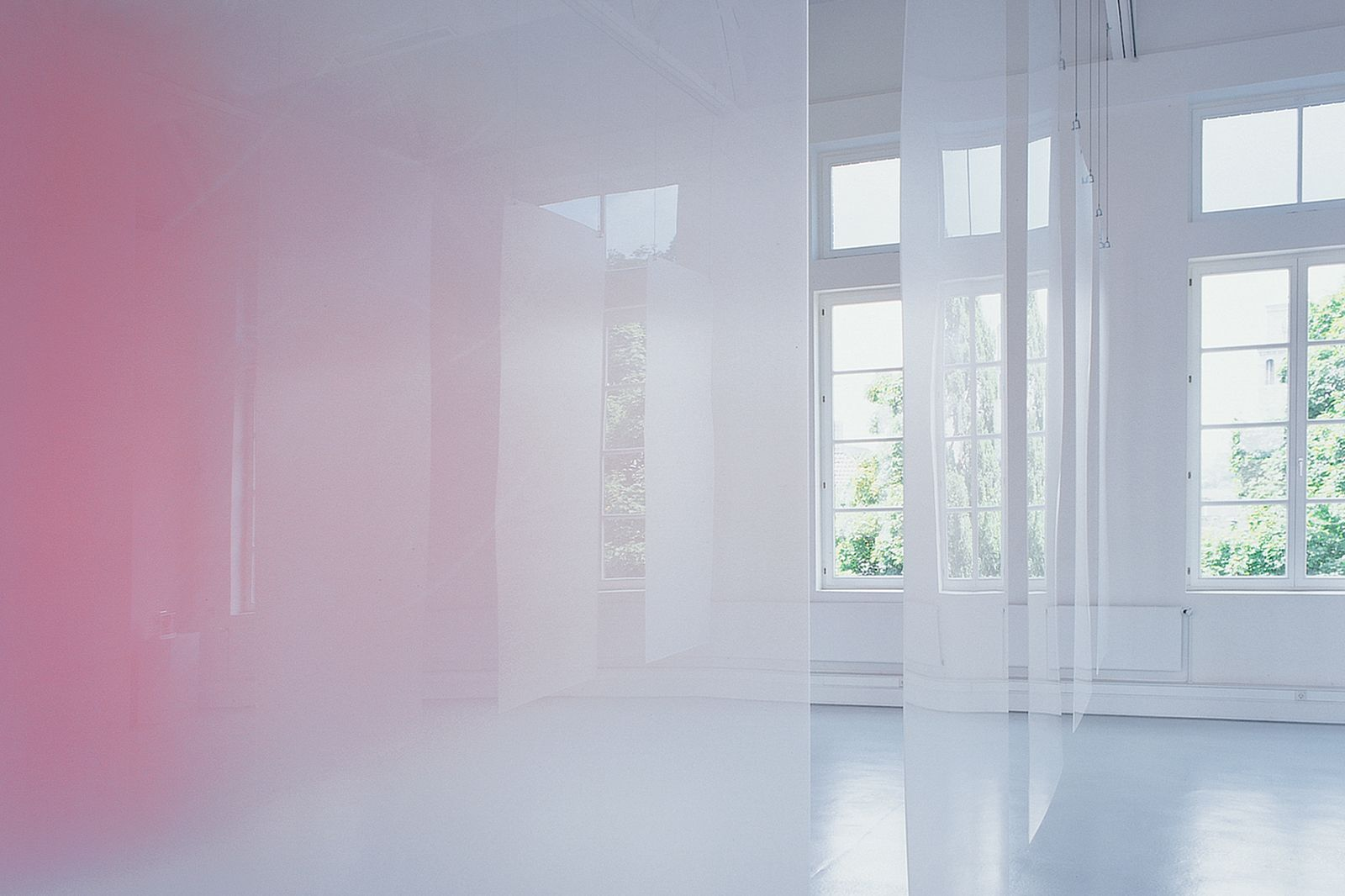
Lufttöne, Rauminstallation, 1999, Detailansicht 1
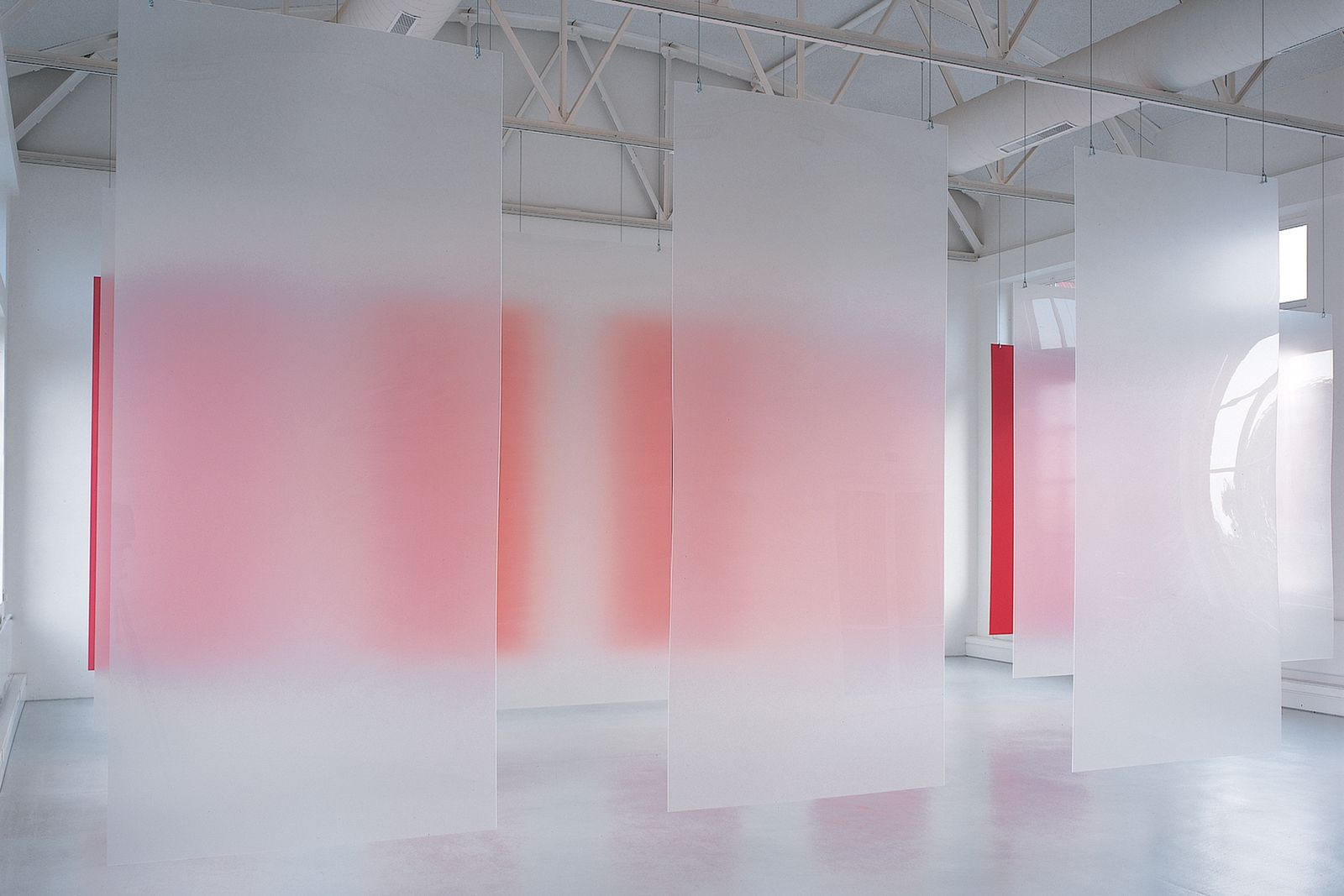
Lufttöne, Rauminstallation, 1999, Detailansicht 2

#### „Drahtseilakt“ (2000)
Im Jahr 2000 konnte Rita Rohlfing den Ausstellungsraum im Gothaer Kunstforum umgestalten. Es handelt sich dabei um einen Ausstellungsraum, der sehr lang und hoch ist. Überspannt wird der Raum von einem eisernen Brückensteg, zu dem Treppen auf beiden Seiten führen. Rita Rohlfing realisierte hier ein begehbares Kunstwerk: Sie installierte entlang der beiden seitlichen Wände 18 Aluminiumpaneele, mit einer Höhe von 3 Metern und einer Breite von 1,50 Metern, welche die Längsachse des Raumes betonen. Weitere 14 drei Meter hohe Stahlträger wurden parallel dazu in gleichmäßigen Abständen ausgerichtet. Zwischen diesen befestigte sie lange Stahlseile, die im Boden verankert wurden. Als Resultat dieser Interventionen erscheint der Raum plötzlich verengt, der Betrachter eingesperrt in den vorgegebenen acht schmalen Durchgängen – sie geben die Schrittrichtung vor. Andere Besucher dieser Installation können zwar gesehen werden, eine nähere Kontaktaufnahme scheint jedoch unmöglich, da man die Wege nicht verlassen kann: „Die Sinne des Durchschreitenden, sowohl seine optische Wahrnehmung als auch ihre Beeinflussung durch sein psychisches Gesamtempfinden, werden durch diese linearen Lenkungen oder Verunklärungen des Blicks aktiviert und zu subjektiven Assoziationen gereizt.“

#### „Rotlichtbezirk“ (2002)
Bei ihrer Installation Rotlichtbezirk ging Rita Rohlfing noch einen Schritt weiter. Sie nutzte nicht nur den vorhandenen Raum für ihre Installation, sondern durch ihre Arbeit veränderte sie zeitlich begrenzt das gesamte architektonische Ensemble des Ausstellungsraums. Die „Alte Rotation“ ist ein früher industriell genutzter Raum mit zwei Geschossen und einer Treppe in der Mitte des Raums, die beide verbindet. Rohlfing konzipierte 14,5 Meter lange und 4,4 Meter breite Kästen für dieses Areal, welche die Treppe und das Untergeschoss komplett überdeckten. An den Rändern waren sie mit Aluminiumtafeln eingefasst und die Oberseite wurde durch eine PVC-Folie bedeckt, welche aus der Tiefe rötlich leuchtete. Der Raum erhielt so zum einen eine schlichte Nüchternheit durch die rechteckige Form der Bodenobjekte und dem metallischen Aussehen der Aluminiumpaneele. Zugleich erhielt er durch die rötlich schimmernde Farbabstrahlung in den Raum eine „emotional gesteigerte Farbigkeit“. Während der Betrachter die Installation umschreitet, sieht er die Farbe in verschiedenen Rottönen changieren und kann doch nicht erkennen, woher das Leuchten eigentlich kommt. Für den Betrachter der Installation sieht es so aus, als hätten die Kästen ein geheimnisvolles Innenleben, eine Art unendlicher Tiefe, in der Geheimnisvolles geschieht.

#### „Das Virtuelle im Konkreten“ (2015)
Mit dem Clemens Sels Museum Neuss stand Rita Rohlfing zum ersten Mal ein komplettes Museum für ihre Inszenierung zur Verfügung. In ihrer Konzeption für die Ausstellung hat sie sich mit der „sperrigen Architektur“ des Gebäudes auseinandergesetzt. Es wurde 1975 von Harald Deilmann in der Architektur der Nachkriegsmoderne umgesetzt. Die massig wirkenden Betonelemente konstruieren einen Raum, der Stabilität und Klarheit ausstrahlt. Im Gegensatz dazu ist Rohlfing besonders an dem Diffusen und Rätselhaften von Räumen interessiert, an der „Verunsicherung im Raumerlebnis“ durch Licht, Farben und räumlichen Irritationen. Es war daher eine besondere Herausforderung für sie, diese Raum-Erlebnisse trotz der harten Architektur zu ermöglichen.
Elf der insgesamt 19 Kunstwerke wurden speziell für das Museum geschaffen. Objekte, Installationen, Fotografien und eine Projektion kamen zum Einsatz: „Die seit langem in Köln beheimatete Künstlerin bringt das Museum mit seinen ganz unterschiedlichen Raumsituationen zum Tanzen.“ Für das Foyer mit „der aus blockhaften kubischen Betonelementen bestehende Treppenanlage“ entwarf Rohlfing eine 12 × 6,50 Meter große schwarz-weiß gehaltene Projektion, „The Virtual in the Concrete“ (In Deutsch „Das Virtuelle im Konkreten“ – zugleich bedeutet Concrete im Englischen auch Beton). Sie wurde auf den Betonkörper des Treppenhauses projiziert und zeigt eine Aufnahme aus New York, ein hohes Gebäude mit Feuerleitern, von Rohlfing in extremer Untersicht fotografiert. Diese „Überlagerung“ des wuchtigen Treppenhauses mit den kleinteiligen Strukturen und Linien der Projektion wirkt der Schwere des Treppe entgegen: „Durch diesen gezielten Eingriff hebt Rita Rohlfing das Konstruktive der realen Architektur scheinbar – also rein virtuell – auf und lässt ein visuelles Wechselspiel von Leichtigkeit und Schwere, Nähe und Ferne, Groß und Klein entstehen, das sich wirkungsvoll zwischen Realität und Projektion, zwischen Umraum und Kunstwerk entfaltet.“ Ebenso wirken die an der Wand angebrachten untitled spaces, Objekte aus mattierten Acrylglaskästen, in deren Innerem sich nicht genau erkennbare farbige Formelemente befinden, die in den Raum abstrahlen. Auch hier entscheidet die Position des Betrachters darüber, welche Farbtöne wahrgenommen werden können: „Was von einer fixierten Position aus fast farblos erscheint, kann sich aus anderer Perspektive in ein überraschendes Farberlebnis verwandeln.“
Im Gartensaal des Museums realisierte Rohlfing die Installation Anscheinend. Mattierte Acrylglaswände, mehr als vier Meter hoch und zwei Meter breit, strahlten einen roten Farbton ab, der von innen wie von außen wahrgenommen werden konnte. Aus einem Fenster wurde so eine von beiden Seiten zu betrachtende Öffnung zwischen innen und außen, deren Farbigkeit je nach Tageslichteinfall in verschiedenen Abstufungen von Rot changierte. Ein weiteres Ausstellungselement bildeten die großen Fotografien mit dem Titel Scheinbar, die eine Höhe von 2 Metern und eine Breite von 1,25 Metern hatten. Sie zeigen ein offenkundig vergrößertes Abbild von einem nicht definierbaren Etwas. Nichts in dieser Ausstellung ist klar, scharf definiert, deutlich abgegrenzt. Im Gegenteil, Grenzen zwischen Innen und Außen werden zu beinah durchlässigen „Membranen“ wie bei der Installation im Gartensaal; die Wandobjekte leuchten in den unterschiedlichsten Farben, aber der Besucher kann sich nicht vergewissern, woher das Leuchten stammt, da ihm das mattierte Acrylglas den Durchblick verunmöglicht; das Fotografierte erschließt sich ihm in den Fotografien nicht, egal, von wie nah er sie auch betrachtet. Alles in dieser Ausstellung atmet Geheimnis und Rätsel und regt somit zur Reflexion über die eigene Wahrnehmung an: „In ihren Arbeiten reflektiert sich die Tatsache, dass wir in einer Gegenwart leben, die ungeheuer komplex und in vielen ihrer Aspekte unverständlich geworden ist.“

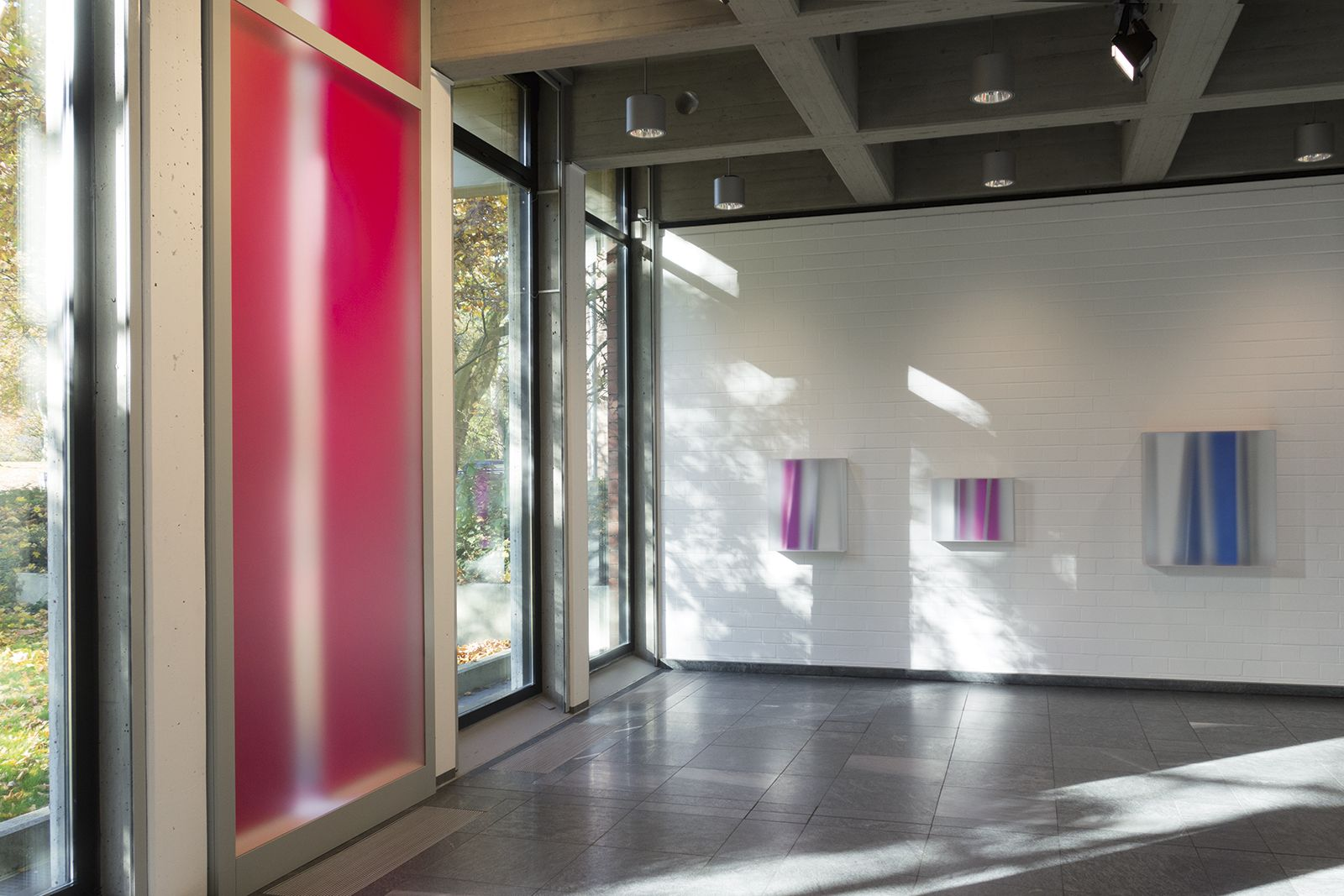
Teil der Gesamtinstallation Titel Anscheinend, 2015, Clemens Sels Museum Neuss, Mixed Media 450 × 170 × 22 cm
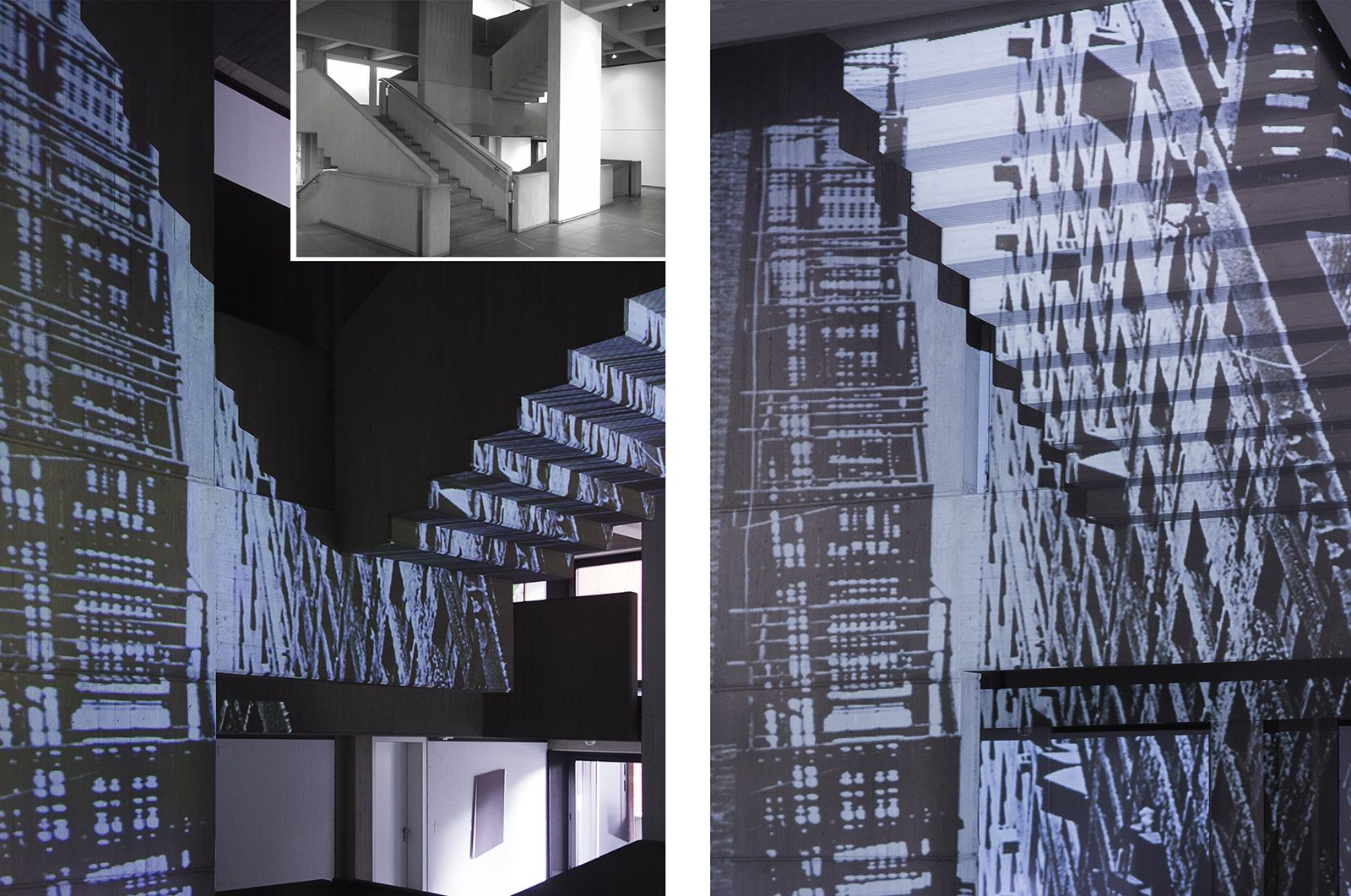
Teil der Gesamtinstallation Projektion The Virtual in the Concrete, 2015 1000 × 650 cm
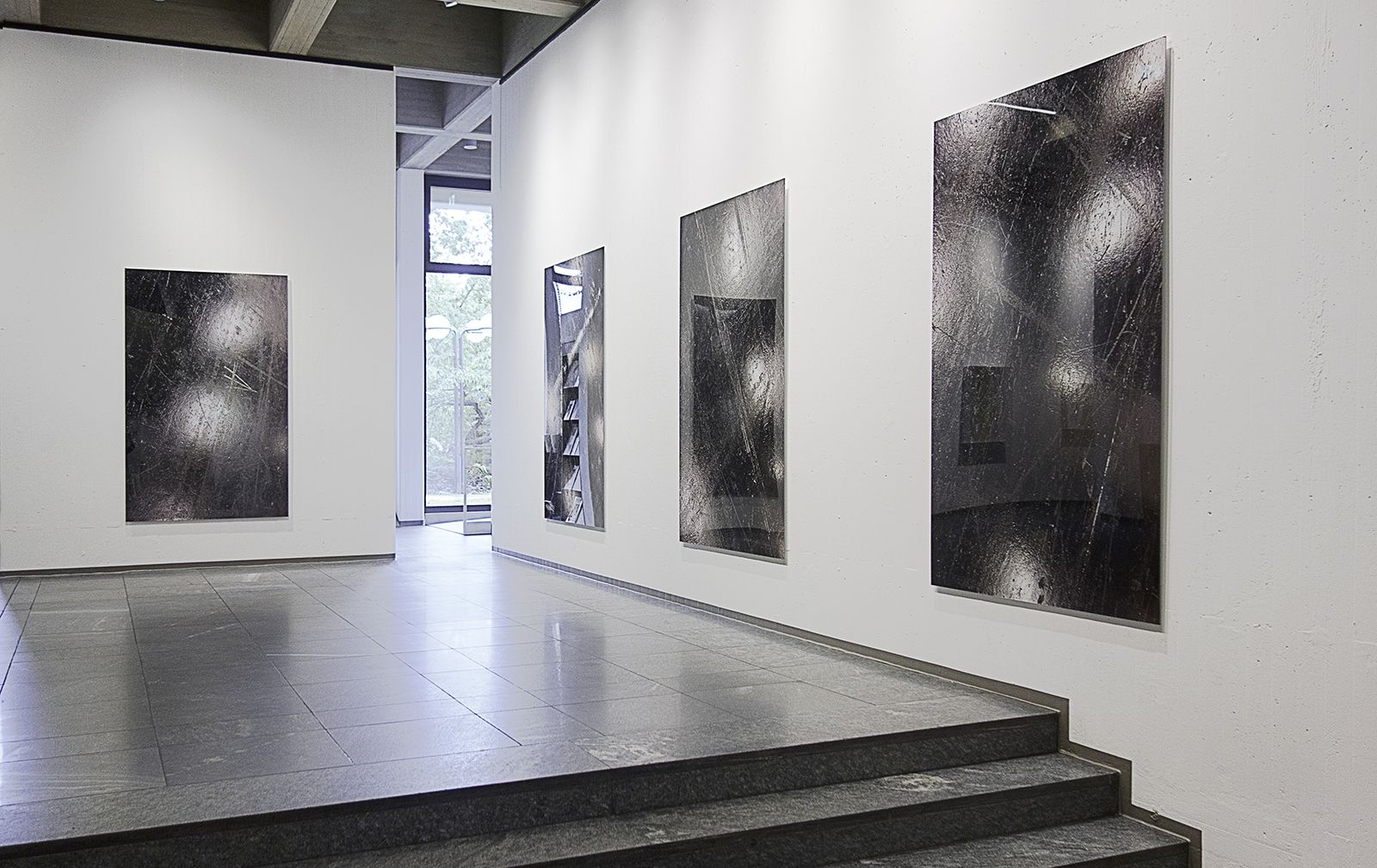
Teil der Gesamtinstallation, Fotografien Scheinbar, 2015, Lamda Print hinter Acrylglas auf Alu-Dibond je 200 × 125 × 3 cm

#### Weitere Installationen
- 2009: Fully Booked – Hotel Beethoven,[22] Installation im öffentlichen Raum, Moving Locations e. V., Bonn, Deutschland
- 2010: Mapping the City,[23] Installation im öffentlichen Raum, Vorgebirgspark Skulptur, Köln, Deutschland
- 2013: Heidenheim,[24][25][26] Preisträgerin des Bildhauersymposion Werk 13, Permanente Installation, Kunstmuseum Heidenheim, Deutschland
- 2017: Acht Fahnen,[27] Installation im öffentlichen Raum, Radevormwald, Deutschland

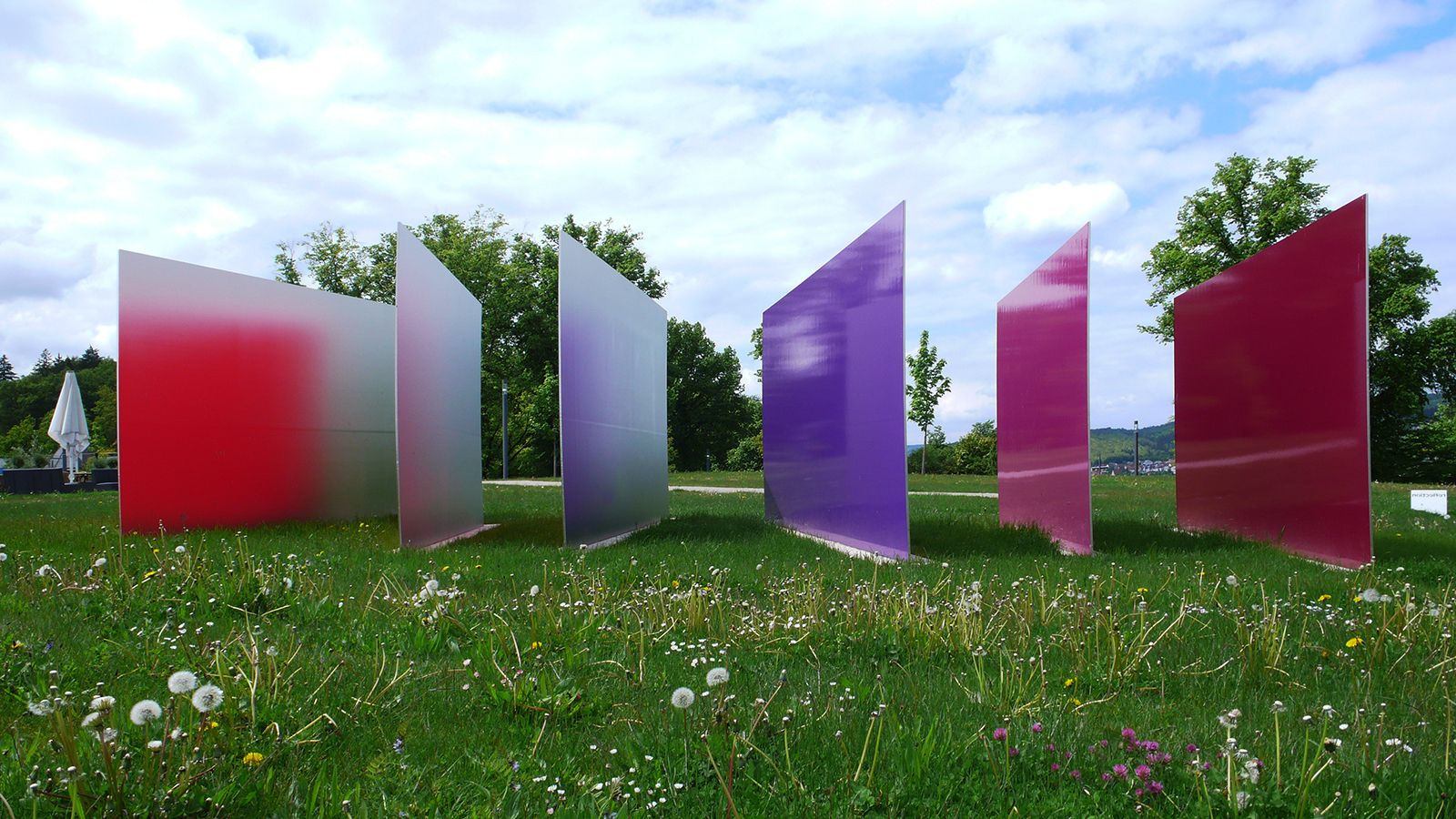
Permanente Installation Reflection, 2013, Schlosspark Heidenheim an der Brenz, Edelstahl, Autolack 250 × 1500 × 800 cm
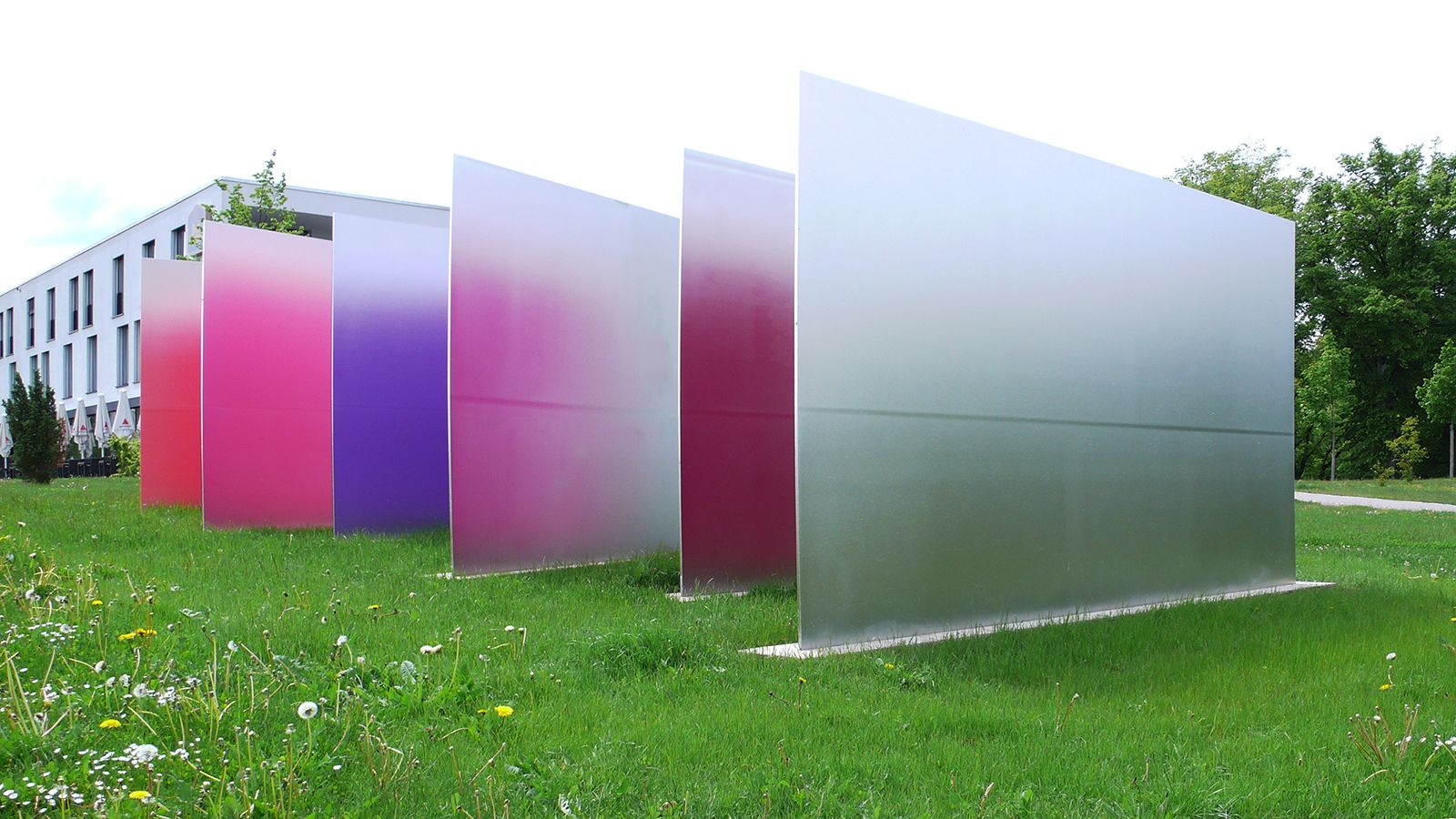
Detailansicht Permanente Installation Reflection
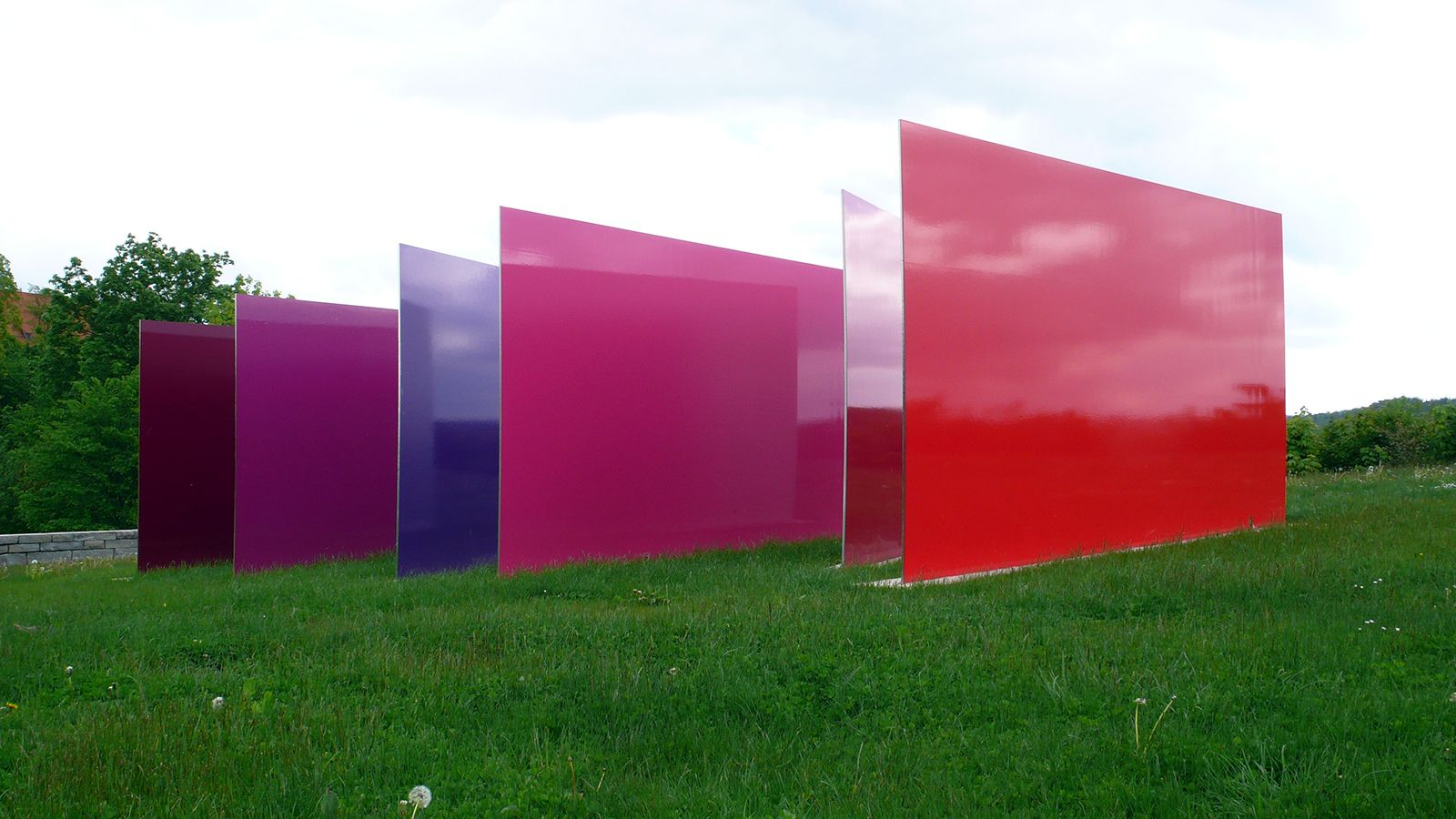
Detailansicht Permanente Installation Reflection

## Werke in öffentlichen Sammlungen (Auswahl)
- Clemens Sels Museum Neuss, Neuss, Deutschland
- Museo de Arte Moderno del Estado de México, Toluca de Lerdo, Mexiko
- Museum Ludwig, Köln, Deutschland
- Rheinisches Landesmuseum Bonn, Bonn, Deutschland
- Kunsthaus Nordrhein-Westfalen Kornelimünster, Kornelimünster, Aachen, Deutschland
- Kunstmuseum Mülheim an der Ruhr, Mülheim an der Ruhr, Deutschland
- Villa Zanders, Bergisch Gladbach, Deutschland
- Sammlung Sparkasse KölnBonn, Köln, Deutschland
- Sammlung Deutsche Bank,[28] Frankfurt am Main, Deutschland
- Kunstmuseum Gelsenkirchen[29], Gelsenkirchen, Deutschland
- Gustav-Lübcke-Museum, Hamm, Deutschland
- Dr. Carl Dörken Stiftung, Herdecke, Deutschland
- Ludwiggalerie Schloss Oberhausen, Oberhausen, Deutschland
- Museum Goch, Goch, Deutschland

## Ausstellungen (Auswahl)

### Einzelausstellungen
- 1999: Rita Rohlfing,[30] Kunstmuseum Villa Zanders, Bergisch Gladbach, Deutschland
- 2002: Rotlichtbezirk,[31] Alte Rotation, Rheinisches Landesmuseum Bonn, Deutschland
- 2004: Spannungsfeld, Perron I, Delden, Niederlande
- 2004: Transparenzen,[32] Verein für aktuelle Kunst Ruhrgebiet e. V., Oberhausen, Deutschland
- 2006: Ambivalenz,[33] Kunsthaus Nordrhein-Westfalen Kornelimünster, (zwei korrespondierende Einzelausstellungen in verschiedenen Räumen) Kornelimünster, Aachen, Deutschland
- 2009:	Cartographic works, International Art Biennale, Tel Aviv, Israel
- 2014:	Rita Rohlfing: Objekt, Malerei,[34] Kunstsammlung des Landes Oberösterreich, Linz, Österreich
- 2015: Rita Rohlfing – Das Virtuelle im Konkreten,[35] Clemens Sels Museum Neuss, Neuss, Deutschland
- 2015: Immaterial Space,[36] Galerie Bernd A. Lausberg, Düsseldorf, Deutschland
- 2016: Cologne : Photographs and Spaces,[37] Smudajescheck Galerie, München, Deutschland
- 2016:	Off Perspective,[38] Galerie Floss & Schultz, Köln, Deutschland
- 2018: Scheinbar,[39] Galerie Lausberg, Düsseldorf, Deutschland
- 2018: Ausstellung zum Leo-Breuer-Förderpreis 2018,[40] Gesellschaft für Kunst und Gestaltung, Bonn, Deutschland
- 2020: Passage Rot,[41] Dr. Carl Dörken-Galerie, Herdecke, Deutschland
- 2021: Rita Rohlfing: Colour in digital space,[42] Galerie Floss & Schultz, Köln, Deutschland
- 2021: Rita Rohlfing: Reflecting,[43] Smudajescheck Galerie, München, Deutschland
- 2021: Rita Rohlfing: Hoffent_Licht,[44] im Rahmen des Projektes Hellweg Konkret, Gustav-Lübcke-Museum, Hamm, Deutschland
- 2021/2022: From Red to Violet. Rauminstallation von Rita Rohlfing,[45] Kunstmuseum Gelsenkirchen, Gelsenkirchen, Deutschland
- 2024: Farb–Licht: Malerei, Objekt, Installation,[46] Stadtmuseum Siegburg, Deutschland

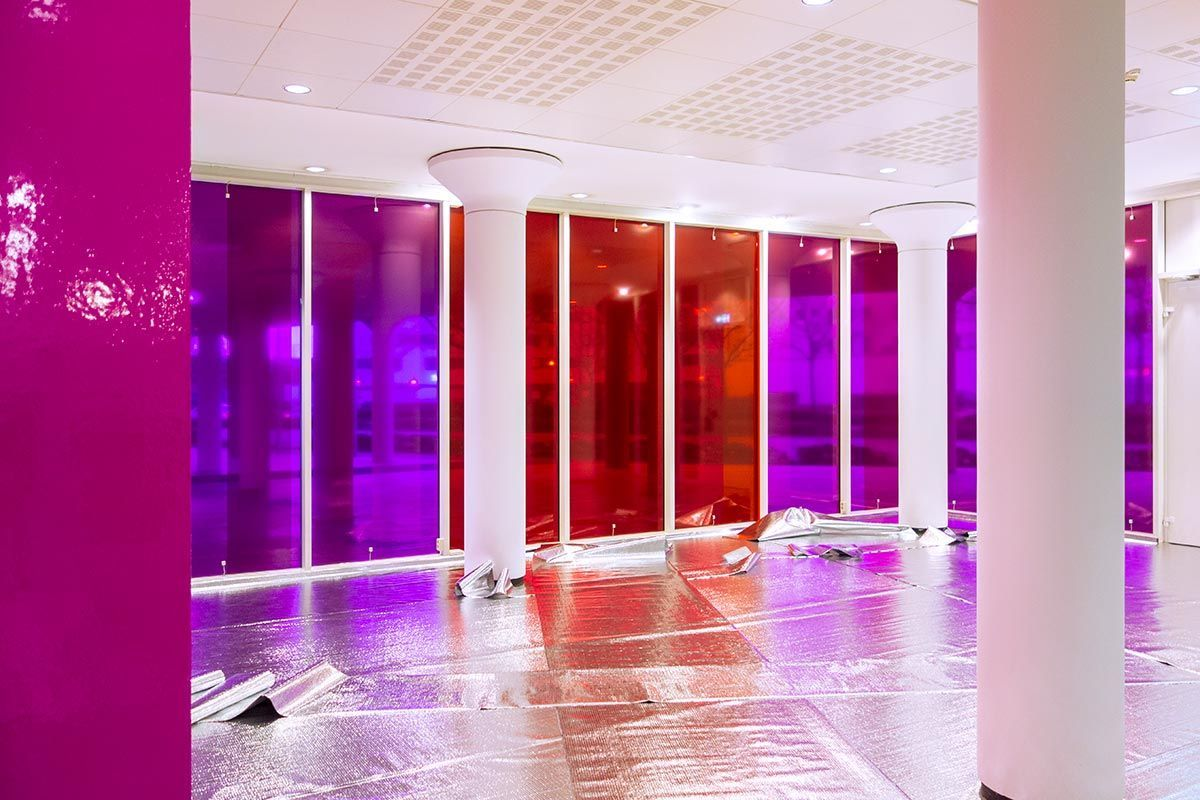
Rita Rohlfing: Installation Hoffent_Licht, 2021, 330 × 1070 × 1030 cm, Gustav-Lübcke-Museum
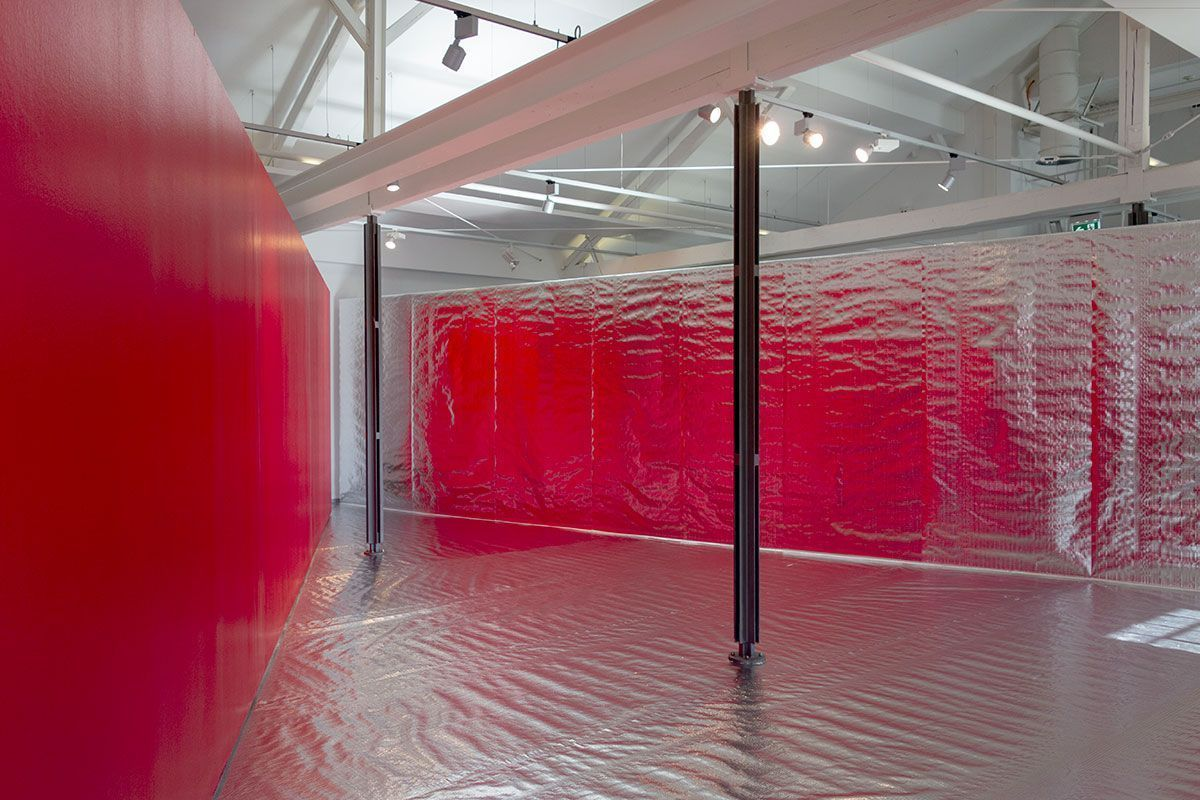
Rita Rohlfing: Installation Passage Rot, 2020, 270 × 1200 × 800 cm, Dr. Carl Doerken Galerie, Herdecke
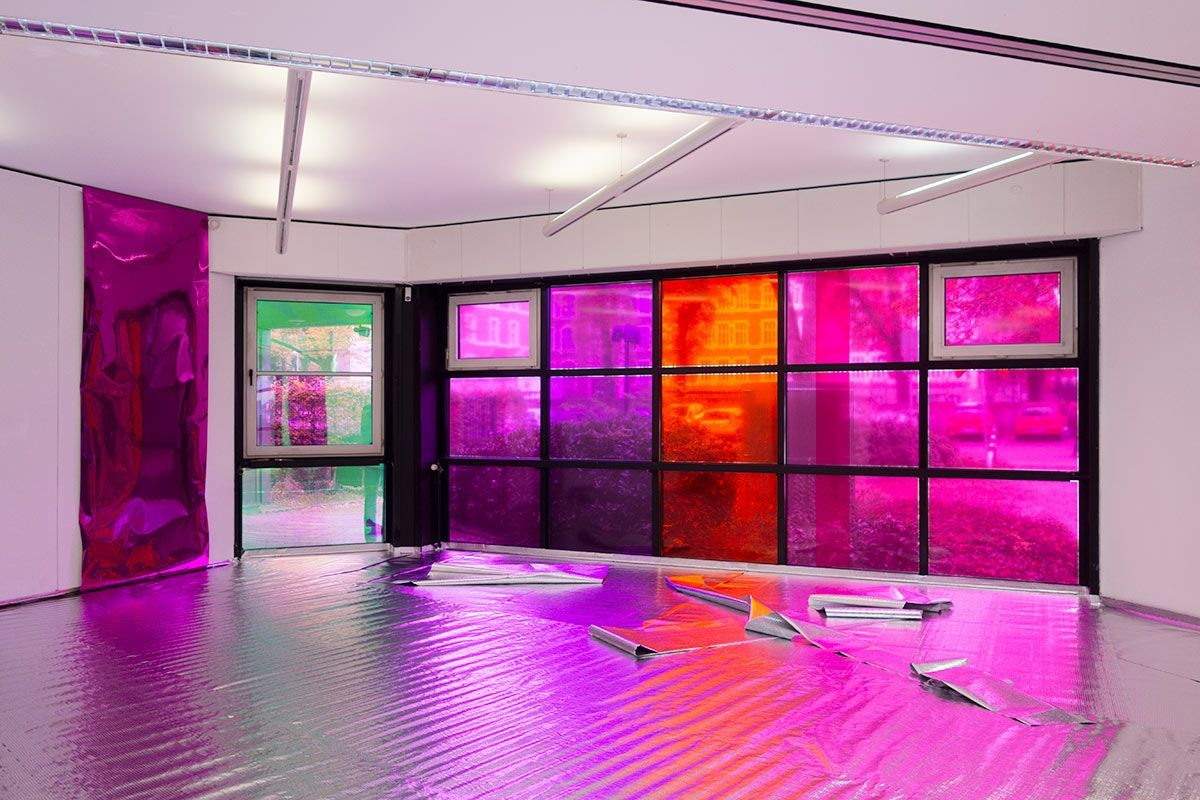
Rita Rohlfing: Installation From Red to Violet, 2021, 318 × 1140 × 1110 cm, Kunstmuseum Gelsenkirchen

### Ausstellungsbeteiligungen
- 1995: Beauty and the Public. America´s most wanted painting, Visual Arts Gallery, New York, USA
- 1998: KölnKunst, Josef-Haubrich-Kunsthalle, Köln, Deutschland
- 2000: Drahtseilakt,[47] Köln Gothaer Kunstforum, Köln (mit Frauke Wilken), Köln, Deutschland
- 2002: Cologne Artists at Huyton, Huyton Gallery, Liverpool, England
- 2003: Farbecht – Echt Farbe,[48] Ludwig Forum für Internationale Kunst, Aachen, Deutschland
- 2004: More colour – More space,[49] deWatertoren Aktuelle Kunst, Vlissingen, Niederlande
- 2007: Raumobjekte, Teil VII,[50] Alte Villa des Kunstmuseum Gelsenkirchen, Gelsenkirchen, Deutschland
- 2009: Homonym – Deutsch–Israelisches Austauschprojekt,[51] Moltkerei Werkstatt, Köln, Deutschland
- 2010: Wahrnehmung. Erinnerung. Visuelle Texte von Heinz Gappmayr und Installationen und Objekte von Rita Rohlfing,[52] Galerie Hoffmann, Friedberg, Deutschland
- 2010: Oracle, Taf the Art Foundation, Athen, Griechenland
- 2011: Statisch – Dynamisch,[53] Mannheimer Kunstverein, Mannheim, Deutschland
- 2011: Frontierspirit,[54] M.K. Ciurlionis National Museum of Art, Kaunas, Litauen
- 2011:	Transparency. Looking through,[55] Vasarely Museum, Budapest, Ungarn
- 2011: Luft. Aire compartido, Museo de Arte Moderno del Estado de México, Toluca de Lerdo, Mexiko
- 2013: Wir wieder hier, BO–WKB 2013,[56] Kunstmuseum Bochum, Bochum, Deutschland
- 2013: Hauptsache Grau,[57][58] Mies van der Rohe Haus, Berlin, Deutschland
- 2013: Bildhauersymposium und Ausstellung Werk 13, Preisträger des Symposiums Skulpturen im Öffentlichen Raum,[59] Kunstmuseum Heidenheim, Deutschland
- 2015: Green City. Geformte Landschaft – Vernetzte Natur. Das Ruhrgebiet in der Kunst,[60] Ludwig Galerie Schloss Oberhausen, Oberhausen, Deutschland
- 2018: Köln plus – Farbmalereipositionen,[61] Verein für aktuelle Kunst Ruhrgebiet e. V., Oberhausen, Deutschland
- 2018: Form, Farbe, Raum – Gatermann, Rohlfing, Siber,[62] Galerie p13, Heidelberg, Deutschland
- 2019: Embodying Colour V,[63] im RAUM SCHROTH im Museum–Wilhelm-Morgner, Soest, Deutschland
- 2019: Bauhaus*innen Räume 1919-2019,[64] Frauenmuseum Bonn, Bonn, Deutschland
- 2021: Pure,[65] Galerie Lausberg, Düsseldorf, Deutschland
- 2021: Osas: A dolgok konstellációi I. – Konstellationen der Dinge I.,[66] Vasarely Museum, Budapest, Ungarn
- 2021: Farbe – Raum – Objekt. Eine Ausstellung zum Jubiläum des Mülheimer Kunstvereins im Kunstmuseum Temporär und in der Galerie d'Hamé,[67] Kunstverein Mülheim und Kunstmuseum Mülheim an der Ruhr, Mülheim, Deutschland
- 2021: Im Kosmos der Farben: 10 Jahre Dr. Carl Dörken Galerie,[68] Dr. Carl Dörken Galerie, Herdecke, Deutschland
- 2022: Tough Connections,[69] Neuer Kunstverein Aschaffenburg, Deutschland